# ميغيل بورخا
ميغيل بورخا (بالإسبانية: Miguel Borja) (26 يناير 1993 كولومبيا - ) هو لاعب كرة قدم كولومبي، يلعب كمهاجم.

## وصلات خارجية
ميغيل بورخا على موقع الاتحاد الدولي (مؤرشف)  (الإنجليزية)
- ميغيل بورخا على موقع إي إس بي إن إف سي (الإنجليزية)
- ميغيل بورخا على موقع قاعدة بيانات كرة القدم.إي يو (الإنجليزية)
- ميغيل بورخا على موقع ليكيب (الفرنسية)
- ميغيل بورخا على موقع ناشيونال فوتبول تيمز (الإنجليزية)
- ميغيل بورخا على موقع Soccerway.com (الإنجليزية)
- ميغيل بورخا على موقع عالم كرة القدم.نت (الإنجليزية)
- ميغيل بورخا على موقع أوليمبيديا (الإنجليزية)
- ميغيل بورخا على موقع AS.com (الإسبانية)